# Beutelwurst

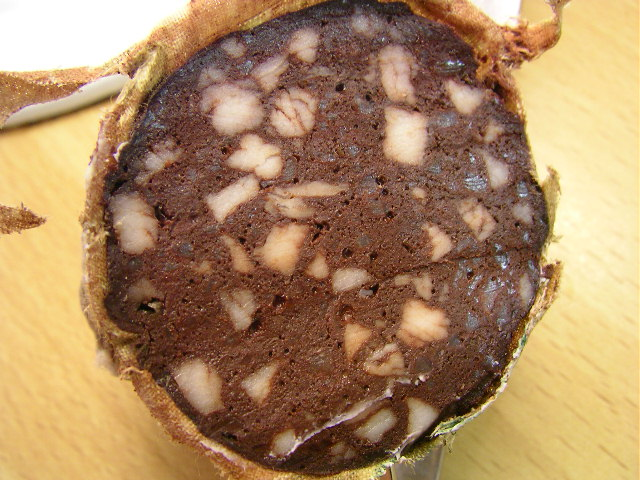
Beutelwurst con panceta y sin carne.

La Beutelwurst (en alemán ‘salchicha de bolsa’) es una morcilla alemana que contiene más trozos de tocino y harina que una Rotwurst normal.
Su nombre procede del hecho de que no viene embutida en tripa o enlatada, sino en una bolsa de papel o lino. Esta bolsa se prensa varias semanas, lo que da a la Beutelwurst una consistencia firme, ligera y seca.